# Christian Suárez Crothers
Christian Gabriel Suárez Crothers (Santiago de Chile, 1958) es un abogado chileno, Doctor en Derecho Constitucional.
Fue ex Intendente de la región del Maule y Exministro Suplente del tribunal Constitucional, profesor Asociado de Facultad de Ciencias Jurídicas y Sociales de la Universidad de Talca. Es electo constituyente, para el proceso constitucional del 2023.

## Primeros años de vida
Realizó sus estudios primarios y secundarios en la Escuela Pública de Licantén y en el Liceo Alemán del Verbo Divino de Los Ángeles y sus estudios universitarios en la Facultad de Derecho de la Universidad de Chile, donde se licenció en Ciencias Jurídicas y Sociales.
Es Doctor en Derecho por la Universidad Complutense de Madrid,donde recibió el premio a la mejor tesis doctoral (Premio Extraordinario), el año 1998, con su tesis sobre el "Derecho a la Autodeterminación Informativa".
Se encuentra casado con Gabriela Sánchez, y tiene dos Hijos.

### Vida profesional
Suárez, como profesor, es autor de diversos artículos especializados en Derecho Constitucional, profesor de la Universidad de Talca, donde se desempeñó como Secretario General bajo la Rectoría del Profesor Álvaro Rojas Marín. Entre sus artículos publicados se destacan colaboraciones a diversas revistas jurídicas chilenas, españolas, italianas, venezolanas, peruanas y colombianas. Ha escrito diversos artículos relativos a jurisdicción constitucional, libertad de expresión, derecho a la vida privada, habeas data y derecho a la defensa.

### Vida pública
Se desempeñó, en el Gobierno del Presidente Patricio Aylwin Azócar (1990-1994) como jefe de la División de Modernización del Estado de la Subsecretaría de Desarrollo Regional, División desde la cual cumplió un rol importante en la preparación del anteproyecto de ley de descentralización regional del año 1991 y en la creación del Equipo Interministerial Informático dirigido por el exministro Germán Quintana; en dicho período fue representante alterno del Gobierno de Chile ante el Centro Latinoamericano de Administración para el Desarrollo (CLAD) y Jefe de la División Administrativa del Ministerio de la Vivienda. En Madrid cursó estudios de diplomado en el Centro de Estudios Políticos y Constitucionales (CEPC) durante el año 1995.
Durante el Gobierno del Presidente Ricardo Lagos Escobar fue nombrado Intendente de la Región del Maule (Región que comprende las provincias de Curicó, Talca, Linares y la provincia de Cauquenes, cargo que desempeñó durante tres años (26 de diciembre de 2001 – 16 de diciembre de 2004).
En este período, su gestión se caracterizó por el fuerte impulso que dio a la generación de grandes proyectos regionales como el Embalse Ancoa, el Paso Pehuenche (paso alternativo al principal paso hacia la República Argentina frente a Santiago), la construcción definitiva con recursos regionales de un gran Teatro Regional y una activa agenda de infraestructuras viales que se integraron al llamado Proyecto ESSAM, que derivó en un incremento de 226% del Fondo de Desarrollo Regional, que pasó a ser el tercer más importante de Chile.
En su período como Intendente se firmó el acuerdo con el Ministerio de la Vivienda y Urbanismo para la prolongación de las vías oriente poniente de la ciudad de Talca y la creación de la circunvalación de la misma ciudad, así como de la construcción de la Clínica y del Centro de Desarrollo Terapéutico del Hospital de Talca. También se destinarón alrededor de mil millones de pesos para construir el Centro de rehabilitación de minusválidos de la Teletón. Su gestión destacó además por el fuerte impulso que imprimió a la internacionalización de la Región del Maule.
Christian Suárez, en el año 2005, fue candidato a Diputado por la ciudad de Talca, en representación del Partido Demócrata Cristiano, partido en el cual se destacó como dirigente estudiantil opositor durante el Régimen del General Augusto Pinochet.
En los últimos años ha participado en diversas conferencias promoviendo la necesidad de avanzar hacia la substitución de la Constitución Política actualmente vigente de 1980, a la que ha calificado como un tipo de Constitución celda, dada la gran cantidad de normas contramayoritarias y no democráticas contenidas en el texto constitucional. En la actualidad se desempeña como profesor de Derecho Constitucional de la Universidad de Talca en la que ha dictado las asignaturas de Derecho Político, Derecho Constitucional, Derecho Procesal Constitucional, Derecho del Estado y Jurisdicción Constitucional, Enfoque Multidisciplinario de los Sujetos del Derecho, Derecho de los Derechos Fundamentales e Historia Institucional de Chile.